# Томас Гибсон
Томас Гибсон (енгл. Thomas Gibson; Чарлстон, 3. јули 1962) је амерички глумац који је најпознатији по улози Ерона Хочнера у криминалистичкој серији „Злочиначки умови“ као и по улози Грегорија Клифорда Монтгомерија у АБЦ-овој серији „Дарма и Грег“. Гибсон је био у браку са Кристином Гибсон још од 1993. до 2018. године и имају троје деце. Са породицом живи у Тексасу.